# Fahéjszínű héjabagoly
A fahéjszínű héjabagoly (Ninox ios) a madarak (Aves) osztályának bagolyalakúak (Strigiformes) rendjébe, ezen belül a bagolyfélék (Strigidae) családjába tartozó faj.

## Rendszerezése
A fajt Pamela Cecile Rasmussen amerikai ornitológus írta le 1999-ben.

## Előfordulása
Az Indonéziához tartozó Celebesz szigetén honos. Kizárólag csak itt található meg, azaz eme sziget egyik endemikus madara. Természetes élőhelyei a hegyi esőerdők.
Ezt a fajt 1999-ben, Rasmussen amerikai ornitológusnő írta le, egy 1985-ben begyűjtött múzeumi példány alapján. A típuspéldányt Frank Rozendaal szerezte be a sziget északi részén fekvő Minahassa-félszigeten lévő Bogani Nani Wartabone Nemzeti Parkból, azóta a Celebesz középső részén lévő Lore Lindu Nemzeti Parkban is megfigyelték; ezzel jóval megnövelve a szóban forgó bagoly elterjedési területét.

## Megjelenése
Testhosszúsága 22 centiméter. Testéhez képest a farktollai hosszúak; a szárnyainak végei hegyesek.

## Életmódja
Eddig csak négyszer vették észre, de ezekből megtudtuk, hogy éjjel tevékeny és az 1000-1700 méteres tengerszint feletti magasságban levő erdőket kedveli. Mivel alaktanilag hasonlít a kuvikfecskealakúakra (Aegotheliformes), Rasmussen feltételezi, hogy a fahéjszínű héjabagoly repülő rovarokkal táplálkozik.

## Természetvédelmi helyzete
Az elterjedési területe nem nagy, egyedszáma 2500-9999 példány közötti és csökken. A Természetvédelmi Világszövetség Vörös listáján sebezhető fajként szerepel.